# Marcus King Band
De Marcus King Band is een Amerikaanse muziekgroep die wordt geleid door zanger en gitarist Marcus King, (Greenville, South Carolina, 11 maart 1996). De band speelt een mengeling van blues, country, rock, soul en jazz met lange instrumentale stukken.
Marcus King stond al jong op het podium, samen met zijn vader, de bluesgitarist Marvin King. Als tiener vormde hij zijn eigen band, die naast King bestond uit Alex Abercrombie (keyboards en achtergrondzang), Anthony House (basgitaar) en Jack Ryan (drums). In 2015 brachten ze hun eerste album uit, getiteld Soul Insight. Gitarist Warren Haynes van the Allman Brothers en Gov't Mule was onder de indruk van de band en vroeg hen om hun voorprogramma te verzorgen. Het eerste album Soul Inisight werd uitgebracht op het platenlabel Evil Teen Records van Haynes. De band kreeg al snel een platencontract bij het prominente label Fantasy Records, dat onder meer ook albums heeft uitgebracht van Tedeschi Trucks Band, Gov't Mule en Steve Perry.
Alex Abercrombie en Anthony House verlieten de band en werden vervangen door Stephen Campbell (basgitaar), Matt Jennings (keyboards) en de blazers Dean Mitchell (saxofoon) en Justin Johnson (trompet en trombone). De blaasinstrumenten spelen een belangrijke rol in hun muziek. In de nieuwe samenstelling werd het tweede album The Marcus King Band opgenomen in de Carriage House Studios in Stamford, Connecticut. Het album werd geproduceerd door Warren Haynes en is uitgebracht in oktober 2016. De band is intensief gaan optreden om dit nieuwe album onder de aandacht te brengen. Het derde album Carolina confessions is geproduceerd door Dave Cobb (o.a. producer van Chris Stapleton en John Prine) en uitgebracht op 5 oktober 2018.
In 2018 heeft Matt Jennings de band verlaten. Hij is vervangen door Deshawn "D-vibes" Alexander.
Het eerste album Soul Insight bereikte #8 in de Amerikaanse Blues Albums Chart en de beide andere albums bereikten de tweede plaats van die lijst, evenals de EP Due North, die in 2017 is verschenen.

## Discografie

### Albums
- Soul Insight (2014)
- The Marcus King Band (2016)
- Carolina confessions (2018)
- El Dorado (2020)

### EP
- Due North